# Rutajärvi (sjö i Finland, Mellersta Finland)
Rutajärvi är en sjö i Finland. Den ligger i kommunen Joutsa i landskapet Mellersta Finland, i den södra delen av landet, 200 km norr om huvudstaden Helsingfors. Rutajärvi ligger 123,1 meter över havet. I omgivningarna runt Rutajärvi växer i huvudsak barrskog. Den är 22 meter djup. Arean är 11,2 kvadratkilometer och strandlinjen är 65,98 kilometer lång. Sjön  ingår i Kymmene älvs huvudavrinningsområde.   Sjön ligger vid Leivonmäki nationalpark.